# Oratori mariani di Cento
Gli oratori mariani di Cento sono piccoli edifici sacri destinati alla preghiera, attigui ad una chiesa o ad un monastero, o talvolta ad abitazioni private, situati nel territorio del comune di Cento. Possono essere corrispondenti a pilastrini religiosi. La tradizione vuole che gli oratori elencati siano posti sull'asse di collegamento tra la Via Francigena propriamente detta e quella che scendendo dal Brennero giungeva a Roma fungendo da tappe intermedie di pellegrinaggio. Venivano e vengono usati per ricorrenze religiose come recite di rosari, processioni e funzioni sacre e sono anche percorsi devozionali locali sostituendo i lunghi pellegrinaggi che non tutti erano in grado di affrontare. 
L'oratorio di Santa Liberata e l'oratorio di Santo Prato Fiorito sono dotati di diversi affreschi di santi, il secondo è piuttosto ampio e dedicato in particolare a San Sebastiano. Altri due oratori sono quello dell'Ariosto e quello della Crocetta, edificati ancor prima del XIX secolo. La chiesetta della Crocetta, nonostante le modeste dimensioni, era un punto di riferimento per i pellegrini locali.

## Oratorio di Santa Liberata

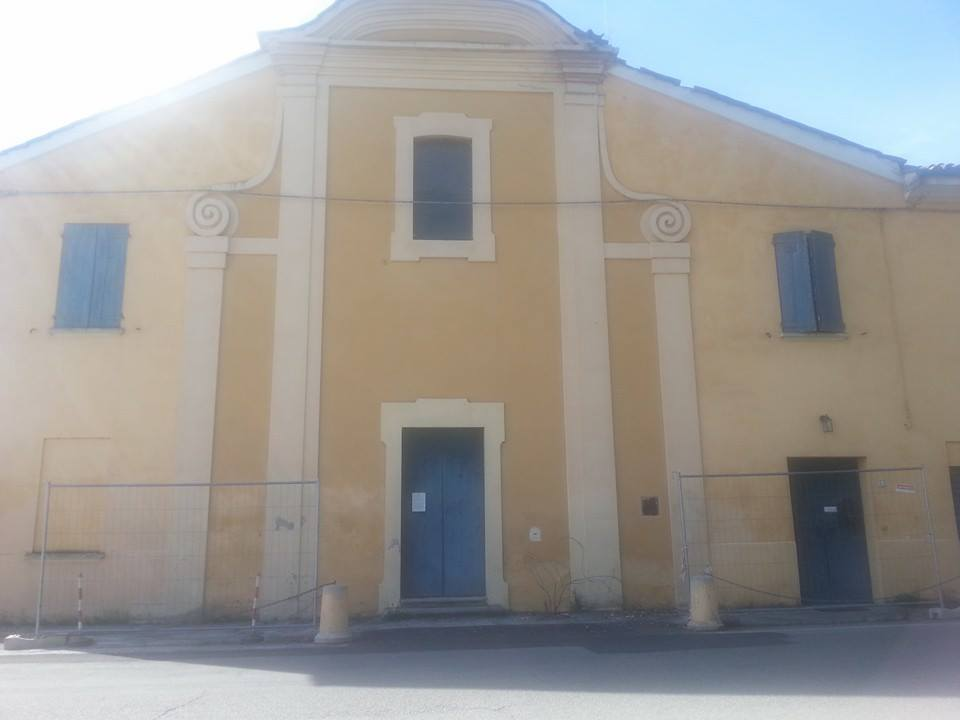
Oratorio Santa liberata

Sorge a Cento circa a 1 km dalla Rocca. Le prime notizie sono del 1578 (in occasione della visita del cardinale Gabriele Paleotti) nelle quali si deduce che appartiene alla famiglia Ariosto.
Nel 1587 i confratelli di San Bartolomeo si recarono nell'oratorio per la traslazione della reliquia di San Zenone.
Nel XVIII secolo passa dalla proprietà di diverse famiglie (Bregoli, Rossi, Serra Zanetti) fino al 1919 in cui gli attuali proprietari Conti Chiarelli la acquistarono.
L'oratorio si presenta nell'aspetto datogli nel 1760, data in cui il complesso venne modificato.
La semplice facciata ha un solo ingresso che accede ad un'aula con 4 colonne libere, da notare gli affreschi settecenteschi incorniciati da stucchi.
Nel presbiterio: 2 ovati ad affresco raffigurano Santa Liberata e San Rocco che venerano un'immagine della madonna col bambino (XVI sec.)

## Oratorio di Santo Prato Fiorito

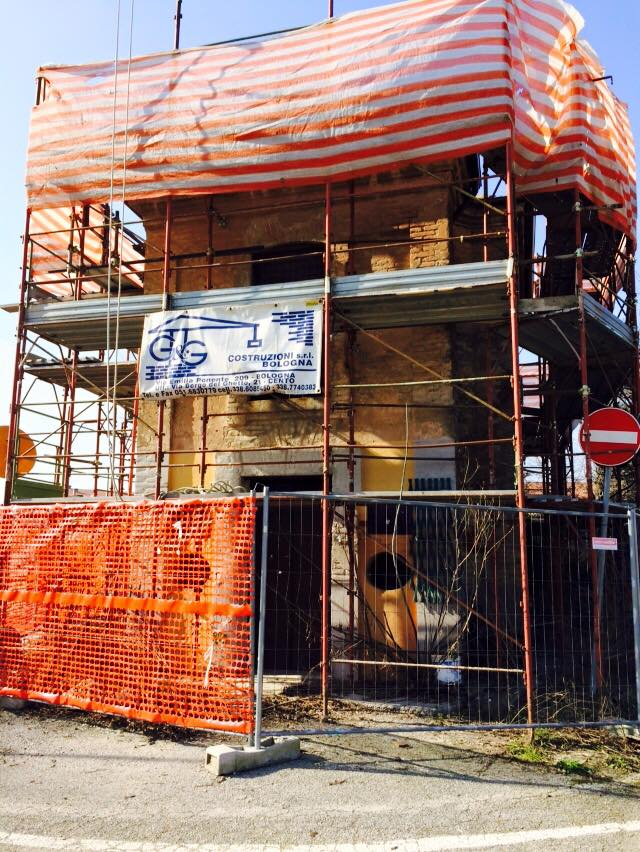
Chiesolino di Santo Prato Fiorito

L'Oratorio di Santo Prato Fiorito, chiamato anche Oratorio di San Pancrazio in via Prato Fiorito, risalente al XV secolo presenta una struttura ampia, adornata di affreschi. Fu dedicato in particolar modo a San Sebastiano martire e a San Rocco. A causa del sisma che lo ha colpito il 20 e il 29 maggio 2012, tale oratorio ha subito diversi danni, ed è quindi in ristrutturazione.

## Oratorio dell'Ariosto

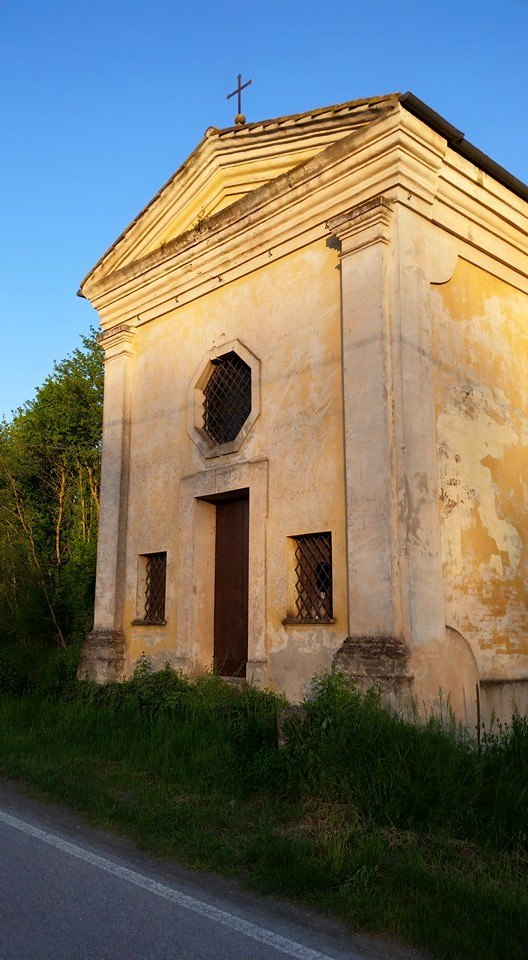
Oratorio dell'Ariosto

L'oratorio dell'Ariosto è situato in via Reno Vecchio, argine traversante. Risale al XIV secolo. Dedicato alla Madonna del Carmine, ne conserva una statuetta lignea del '700; venne costruito in riva al Reno, probabilmente per accogliere un nucleo abitativo nel punto più alto di Cento. Tale struttura risulta poco documentata. Si tramanda che nel 1300 alcuni frati di una confraternita non indicata, avessero iniziato a costruire un convento, ma poiché non avevano fondi a sufficienza, i lavori si arrestano ad una piccola chiesetta.

## Oratorio della Crocetta

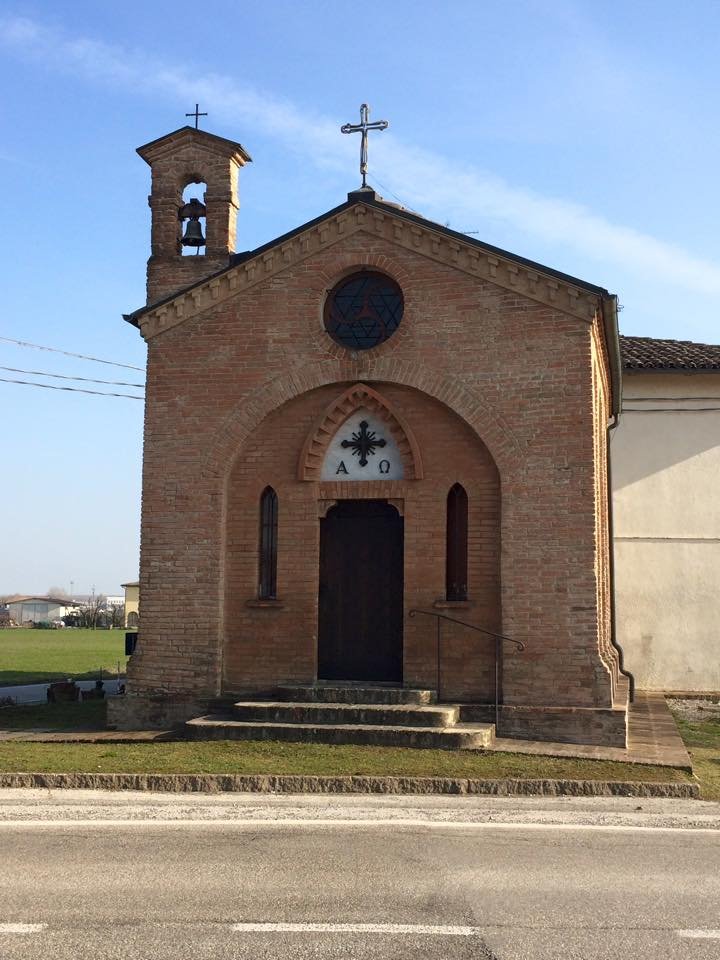
Oratorio Crocetta

È Localizzato tra via Penzale e via S. Orsano, costruito prima del XIV secolo. Tale oratorio si trova in un punto di intersezione, tra due antichi tracciati viari. Il sito divenne poi un punto di riferimento per la devozione e meta di pellegrinaggio locale. Al suo interno, sono presenti diversi affreschi ritraenti santi. 